# Glaphyrus varians turcicus
Glaphyrus varians turcicus es una subespecie de coleóptero de la familia Glaphyridae.

## Distribución geográfica
Habita en Turquía.